# جون بونار
جون بونار (بالإنجليزية: John Bonnar)‏ (11 يناير 1924 في المملكة المتحدة - 14 يناير 2004 بغلاسكو في المملكة المتحدة) هو لاعب كرة قدم بريطاني (وحمل سابقاً جنسية المملكة المتحدة لبريطانيا العظمى وأيرلندا) في مركز حراسة المرمى. لعب مع سانت جونستون ونادي دمبرتون ونادي سلتيك ونادي اربوراث.